# Avalagere, Chiknayakanhalli
Avalagere là một làng thuộc tehsil Chiknayakanhalli, huyện Tumkur, bang Karnataka, Ấn Độ.